# FCW Southern Heavyweight Championship
Het FCW Southern Heavyweight Championship was een professioneel worstelkampioenschap van Florida Championship Wrestling (FCW), opleidingscentrum van World Wrestling Entertainment (WWE). Dit kampioenschap debuteerde op 26 juni 2007 en werd opgeborgen op 22 maart 2008.

## Titel geschiedenis
| Nr. | Worstelaar      | # | Datum            | Stad            | Aantekeningen                                                                                                 |
| --- | --------------- | - | ---------------- | --------------- | --- |
| 1   | Harry Smith     | 1 | 26 juni 2007     | Tampa           | Won een 21-man battle royal.                                                                                  |
| 2   | Afa Jr.         | 1 | 16 oktober 2007  | New Port Richey | |
| 3   | TJ Wilson       | 1 | 1 december 2007  | New Port Richey | Dit was een Ladder match.                                                                                     |
| 4   | Ted DiBiase Jr. | 1 | 18 december 2007 | New Port Richey | |
| 5   | Heath Miller    | 1 | 19 januari 2008  | New Port Richey | Kreeg de titel van Ted DiBiase Jr. en die was niet in staat om zijn titel te verdedigen vanwege een blessure. |
| 6   | Jake Hager      | 1 | 22 maart 2008    | New Port Richey | Unificeerde met de FCW Florida Heavyweight Championship.                                                      |

FCW 15 Championship · FCW Divas Championship · FCW Florida Heavyweight Championship · FCW Florida Tag Team Championship · FCW Southern Heavyweight Championship · Queen of FCW